# Ferdia Walsh-Peelo

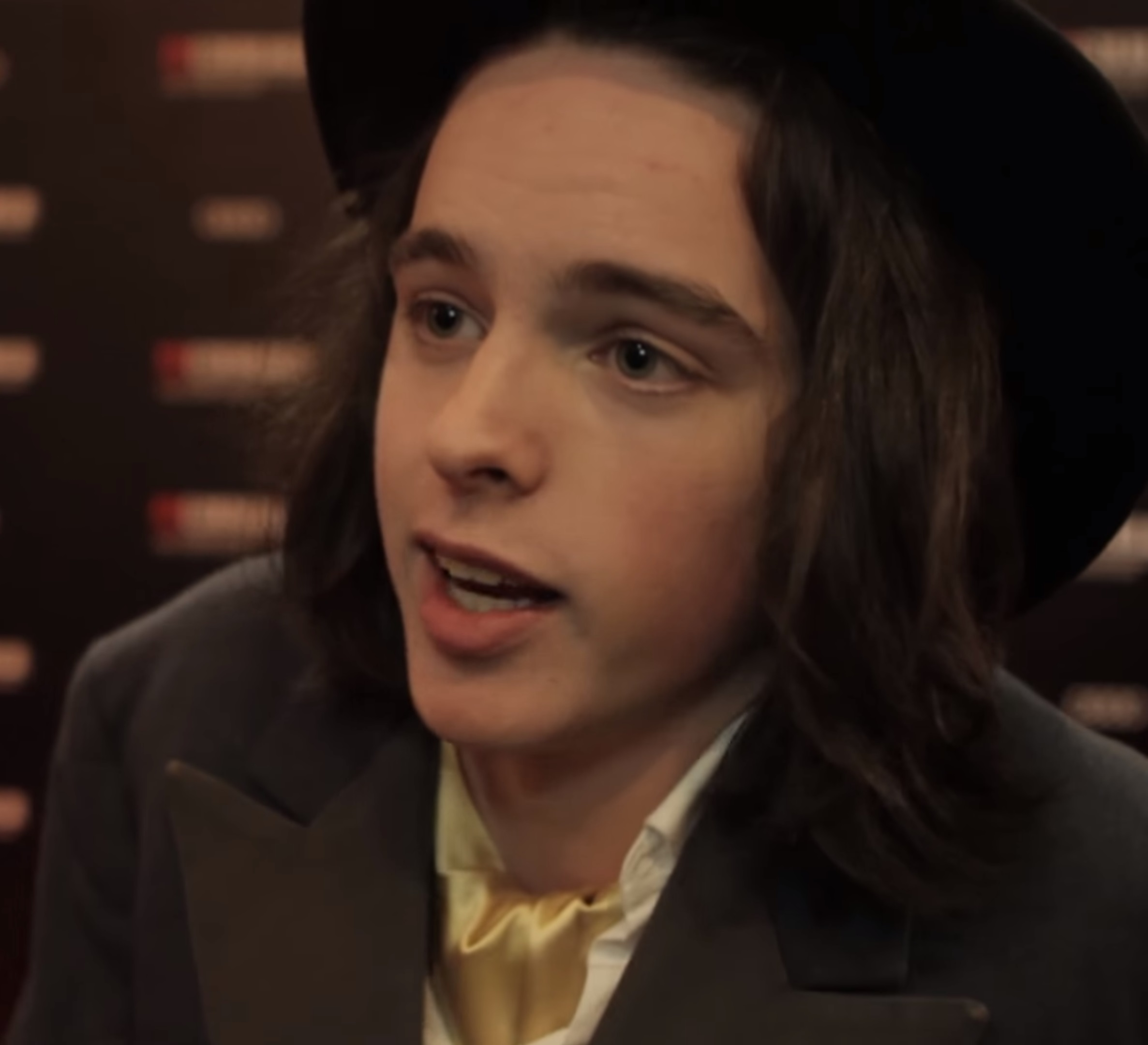
Ferdia Walsh-Peelo beim Sundance Film Festival 2016

Ferdia Walsh-Peelo (* 12. Oktober 1999 in Ashford, County Wicklow) ist ein irischer Schauspieler und Musiker.

## Leben
Ferdia Walsh-Peelo wurde als drittes von vier Kindern des Ehepaars Toni Walsh und Mick Peelo im irischen Ashford geboren. Seine Mutter ist Sopranistin und unterrichtete am DIT Conservatory of Music and Drama in Dublin. Seine beiden älteren Brüder sind Musiker.
Walsh-Peelo begann im Alter von sieben Jahren ebenfalls eine Gesangsausbildung. Er ist auch Pianist. 2012 trat Walsh-Peelo in der irischen Fernsehsendung The Late Late Toy Show mit einer Interpretation von O Holy Night auf. Später sang er auch im Wexford Opera House. 2016 übernahm er an der Seite von Lucy Boynton die Hauptrolle in John Carneys Musikfilm Sing Street. Von 2017 bis 2020 war er in der Fernsehserie Vikings als Alfred der Große zu sehen.

## Filmografie
- 2016: Sing Street
- 2017–2020: Vikings (Fernsehserie)
- 2018: Dave Allen at Peace (Fernsehfilm)
- 2020: Here Are the Young Men
- 2021: Coda

## Auszeichnungen
London Critics’ Circle Film Award
- 2017: Nominierung als Bester britischer Nachwuchsdarsteller (Sing Street)